# آنتری ویولاری
آنتری ویولاری (انگلیسی: Antri Violari؛ زادهٔ ۲۷ سپتامبر ۱۹۹۶) بازیکن فوتبال اهل قبرس است.
وی همچنین در تیم ملی فوتبال Cyprus بازی کرده‌است.